# مرصد لي
مرصد لي أو مرصد فان دايك (بالإنجليزية: Lee AstroPhysical Observatory)‏ هو مرصد فلكي سابق كان أول وأقدم مرصد في الشرق الأوسط في العصر الحديث، أفتتح في عام 1873، في حرم الجامعة الأمريكية في العاصمة اللبنانية بيروت. وكان له دور مزدوج بين رصد الفضاء وحركة الكواكب ومحطة للأرصاد الجوية في الشرق الأوسط، لرصد وتسجيل الطقس وهزات الزلازل وإرشاد السفن، وتبادل المعلومات مع المراصد العالمية في أوروبا وأمريكا.
رسم سعد سامي حداد خريطة سماء للنجوم تصل إلى وضخها الخامس. ساهم في حفظ بيانات البقع الشمسية التي يتم أخذها يوميًا وإرسالها إلى المركز الدولي لأبحاث البقع الشمسية في زيوريخ. وأجرى اختبارات إحصائية كشفت عن أهمية التباين بين الشرق والغرب لنشاط البقع الشمسية. وكان أيضًا مسؤولًا عن جمع بيانات الأرصاد الجوية.

## التسمية
تم تسمية المرصد «مرصد لي» في إشارة إلى هنري لي، وهو تاجر بريطاني ثري من مانشستر، قدم تبرعًا كبيرًا للمساعدة في تمويل بناء المرصد.

## التاريخ
أختار كورنيليوس فان دايك أحد رواد الجامعة موقع المرصد، وعلى الرغم من كونه طبيبًا، إلا أن شغفه بالفلك لم يعرف حدودًا، حيث درس علم الفلك ونشر نصوص حولع باللغة العربية، بدأ سجلات منهجية لبيانات الأرصاد الجوية بمساعدة فارس نمر، واتخذ ترتيبات مع السلطات العثمانية لإرسال تقارير تلغرافية يومية إلى المرصد الإمبراطوري في القسطنطينية ومن ثم إلى فيينا. بفضل جهود فان دايك تبرع تاجر بريطاني من مانشستر وهو هنري لي بمبلغ 150 جنيهًا إنجليزيًا لبناء مرصد جديد. 
أشرف فان دايك على بنائه، وتم الانتهاء من البناء في 1874، واشترى فان دايك معدات المراقبة الفلكية والأرصاد الجوية من دخله من مهنته الطبية، وكان من بين هذه التلسكوبات «تلسكوب نيوتوني قياس 10 بوصات»، وساعة فلكية.
عندما استقال فان دايك في عام 1893 تبرع بمعظم معداته للجامعة، وخلفه روبرت إتش ويست (بالإنجليزية: Robert H. West)‏ كمدرس وأستاذاً للرياضيات وعلم الفلك ومدير للمرصد.
ولمواكبة التقدم في مجال علم الفلك، قرر «روبرت إتش ويست» إعادة بناء المرصد في عام 1891، ومن خلال مساعي ستيوارت دودج (بالإنجليزية: Stewart Dodge)‏ تم التبرع بمبلغ 1500 دولار لهذا الغرض، وصمم «ويست» المرصد الجديد، وبدأ بناء المرصد الجديد في عام 1892، تحت إشراف ويست، وتم الانتهاء من بناء المرصد كما هو اليوم في عام 1894.
في حوالي عام 1900 قام «روبرت إتش ويست» بتركيب جهاز Milne لقياس الزلازل وتسجيل الهزات الأرضية.

## اليوم
في الوقت الحاضر المرصد له دور أكاديمي فقط

## روابط خارجية
- تاريخ مفصل AUB من مرصد لي
- وجهة نظر افتراضية للمرصد لي